# Yingjiangita
La yingjiangita es un mineral de la clase de los minerales fosfatos, y dentro de esta pertenece al llamado “grupo de la fosfuranilita”. Fue descubierta en 1989 en el condado de Yingjiang, provincia de Yunnan (China), siendo nombrada así por esta localización. Un sinónimo es su clave: IMA1989-001.

## Características químicas
Es un fosfato hidroxilado e hidratado de potasio y calcio con aniones adicionales de uranilo. Fácilmente confundible con la fosfuranilita (KCa(H3O)3(UO2)7(PO4)4O4·8H2O), a cuyo subgrupo pertenece, hasta el punto que se está discutiendo si son el mismo mineral.
Además de los elementos de su fórmula, suele llevar como impurezas: sodio, magnesio, manganeso, hierro, titanio y silicio.

## Formación y yacimientos
Se forma en la zona de oxidación de los yacimientos de minerales de uranio, al parecer por alteración de la uraninita.
Suele encontrarse asociado a otros minerales como: studtita, calcurmolita, tengchongita o autunita.

## Usos
Puede ser extraído como mena del estratégico uranio. Por su alta radiactividad debe ser manipulado y almacenado con los correspondientes protocolos de seguridad.